# 1926. június 21-i konzisztórium
Az 1926. június 21-i konzisztóriumot XI. Piusz pápa hívta össze. Összesen 2 új bíborost kreált.
| Nº                     | Ország                 | Név                    | Életkor                | Hivatal                                  |
| Pápaválasztó bíborosok | Pápaválasztó bíborosok | Pápaválasztó bíborosok | Pápaválasztó bíborosok | Pápaválasztó bíborosok                   |
| ---------------------- | ---------------------- | ---------------------- | ---------------------- | ---------------------------------------- |
| 1                      | Olasz Királyság        | Luigi Capotosti        | 63                     | a Szentségi Fegyelmi Kongregáció titkára |
| 2                      | Olasz Királyság        | Carlo Perosi           | 57                     | a Tortonai egyházmegye áldozópapja       |